# Cantó de Nevers-Centre
El cantó de Nevers-Centre és un cantó francès del departament del Nièvre, situat al districte de Nevers. Compta amb part del municipi de Nevers.

## Municipis
- Nevers (part)

## Història
| Data d'elecció                           | Identitat      | Partit                       | Qualitat |
| ---------------------------------------- | -------------- | ---------------------------- | -------- |
| 1949-1967                                | Marius Durbet  | UNR                          |          |
| 1967-1973                                | Daniel Benoist | SFIO, després PS             |          |
| 1973-1992                                | Henri Vimeux   | UDR, després RI, després RPR |          |
| 1992-1994                                | André Vincent  | UDF                          |          |
| 1994-2001                                | Claude Siri    | UDF                          |          |
| 2001-                                    | Daniel Rostein | UMP                          |          |
| les dades anteriors no són pas conegudes |                |                              |          |
|                                          |                |                              |          |